# Pădina Mare
Pădina Mare – wieś w Rumunii, w okręgu Mehedinți, w gminie Pădina. W 2011 roku liczyła 282 mieszkańców.